# AY Большой Медведицы
AY Большой Медведицы (лат. AY Ursae Majoris) — одиночная переменная звезда в созвездии Большой Медведицы на расстоянии приблизительно 3963 световых лет (около 1215 парсеков) от Солнца. Видимая звёздная величина звезды — от +12,1m до +11,01m.

## Характеристики
AY Большой Медведицы — красная пульсирующая медленная неправильная переменная звезда (LB) спектрального класса M2 или M3.